# Morpho hübneri
Morpho hübneri är en fjärilsart som beskrevs av Le Moult 1933. Morpho hübneri ingår i släktet Morpho och familjen praktfjärilar. Inga underarter finns listade i Catalogue of Life.